# Lam Thap (huyện)
Lam Thap (tiếng Thái: ลำทับ) là một huyện (amphoe) của tỉnh Krabi, miền nam Thái Lan.

## Lịch sử
Tiểu huyện (king amphoe) Lam Thap đã được thành lập vào ngày 30 tháng 6 năm  1984, khi hai tambon Lam Thap và Din Udom đã được tách ra từ huyện Khlong Thom. Đơn vị hành chính này đã được nâng cấp thành huyện vào ngày 4 tháng 11 năm 1993.

## Địa lý
Các huyện giáp ranh (từ phía tây theo chiều kim đồng hồ) Khlong Thom và Khao Phanom của tỉnh Krabi, Thung Yai và Bang Khan của Nakhon Si Thammarat Province, và Wang Wiset của tỉnh Trang.

## Hành chính
Huyện này được chia ra thành 4 phó huyện (tambon), các đơn vị này lại được chia thành 27 làng (muban). Lam Thap là một thị trấn (thesaban tambon) nằm trên một phần của tambon Lam Thap và Thung Sai Thong. Có 4 Tổ chức hành chính tambon.
| \| STT. \| Tên \| Thai \| Số làng \| Dân số \| \| \| 1. \| Lam Thap \| ลำทับ \| 10 \| 7.493 \| \| \| 2. \| Din Udom \| ดินอุดม \| 6 \| 5.107 \| \| \| 3. \| Thung Sai Thong \| ทุ่งไทรทอง \| 5 \| 4.312 \| \| \| 4. \| Din Daeng \| ดินแดง \| 6 \| 3.157 \| \| | Map of Tambon   |          |         |        |  |
| STT. | Tên             | Thai     | Số làng | Dân số |  |
| 1. | Lam Thap        | ลำทับ     | 10      | 7.493  |  |
| 2. | Din Udom        | ดินอุดม    | 6       | 5.107  |  |
| 3. | Thung Sai Thong | ทุ่งไทรทอง | 5       | 4.312  |  |
| 4. | Din Daeng       | ดินแดง    | 6       | 3.157  |  |